# 榎本敏之
榎本 敏之（えのもと としゆき、1969年12月16日 - ）は、長崎国際テレビ (NIB) の社員で元アナウンサー。
大阪府高槻市出身。関西学院大学を卒業後、1995年に長崎国際テレビに入社。
既婚者。

## 担当番組
- ニュースプラス1ながさき[3]
- NNNニュースダッシュ ローカルパート[1]
- NIBニューススポット[1]